# Parangitia circumcincta
Parangitia circumcincta là một loài bướm đêm trong họ Noctuidae.